# Roztopczyn
Roztopczyn (dodatkowa nazwa w j. kaszub. Roztopczëno) – kolonia w Polsce położona w województwie pomorskim, w powiecie lęborskim, w gminie Cewice.
W latach 1975–1998 miejscowość administracyjnie należała do województwa słupskiego.